# Улица Льва Толстого (Москва)
У́лица Льва Толсто́го — улица в центре Москвы в Хамовниках между Комсомольским проспектом и Большой Пироговской улицей. Здесь расположены Храм Николая Чудотворца в Хамовниках и Музей-усадьба Льва Толстого в Хамовниках.

## Происхождение названия

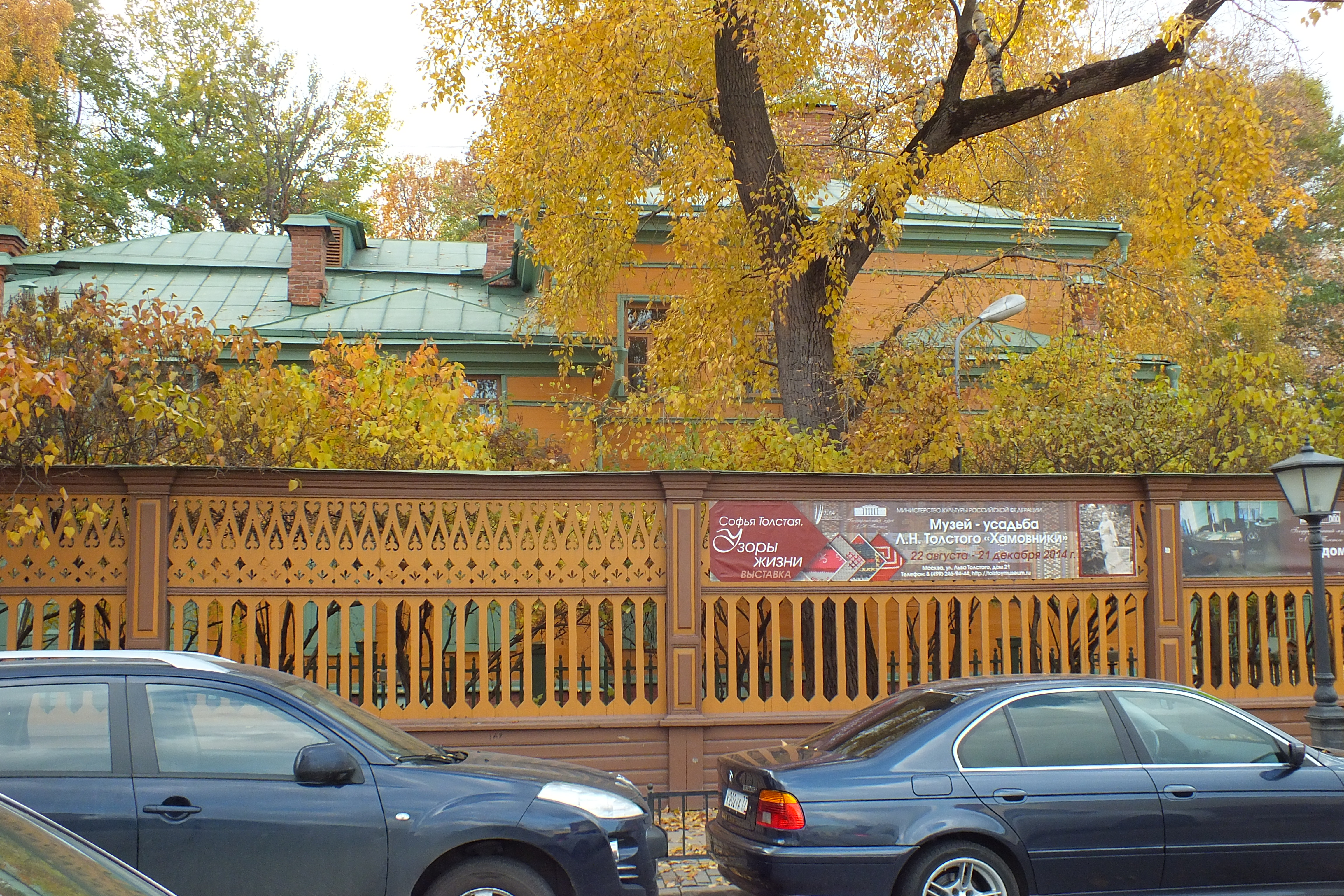
Музей-усадьба Льва Толстого в Хамовниках

Названа в память писателя Л. Н. Толстого (1828—1910), жившего в 1882—1901 годах на этой улице (сейчас в этом доме находится музей-усадьба Л. Н. Толстого). До 1920 года — Большой (он же Долгий) Хамовнический переулок, по положению в Хамовниках — бывшей Хамовнической слободе.

## Описание
Улица Льва Толстого начинается от Комсомольского проспекта, проходит на северо-запад, слева на нее последовательно выходят Несвижский переулок, Пуговишников переулок и Оболенский переулок, затем пересекает улицу Россолимо и Большую Пироговскую улицу, за которой образует с последней и проездом Девичьего Поля площадь. В конце улицы на стрелке Большой Пироговской улицы и проезда Девичьего Поля находится памятник Л. Н. Толстому.

## Здания и сооружения

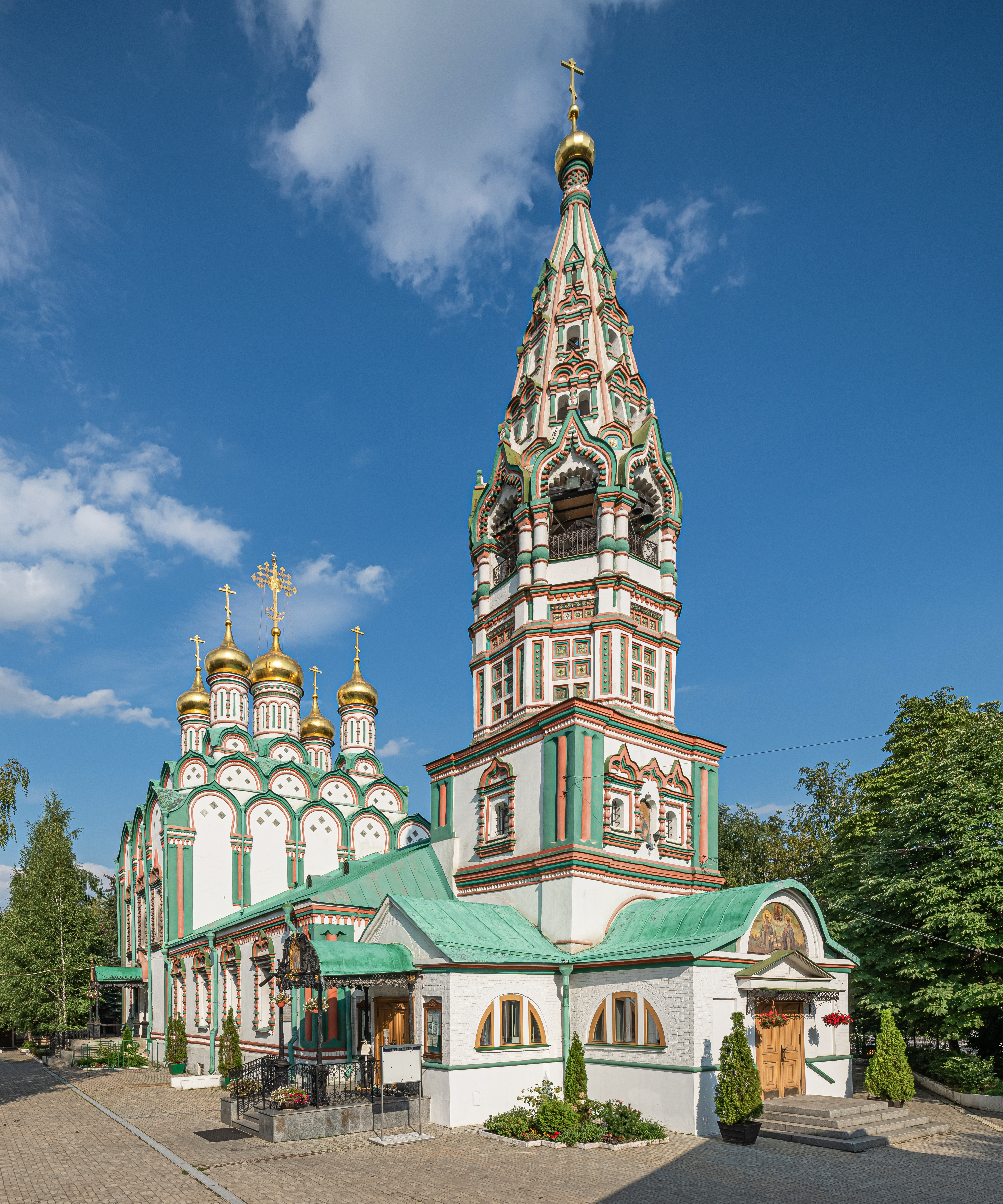
Храм Николая Чудотворца в Хамовниках

### по нечётной стороне
- № 5/1 — корпорация «Нечерноземагропромстрой»;
- № 21 — Музей-усадьба Льва Толстого в Хамовниках Государственного музея Л. Н. Толстого;
- № 21, стр.1 — Главный дом (деревянный, нач. XIX в., 1882 г.) из ансамбля «Дом-усадьба, в которой жил Л.Н. Толстой в 1882-1901 гг.»
- № 23, стр. 1 — Общежитие для рабочих (1897, архитектор Н. Е. Марков), сейчас — Хамовнический пивоваренный завод;
- № 23/7, стр. 3 — Производственный корпус (1897, архитектор Н. Е. Марков), сейчас — ресторан «Хамовники»;

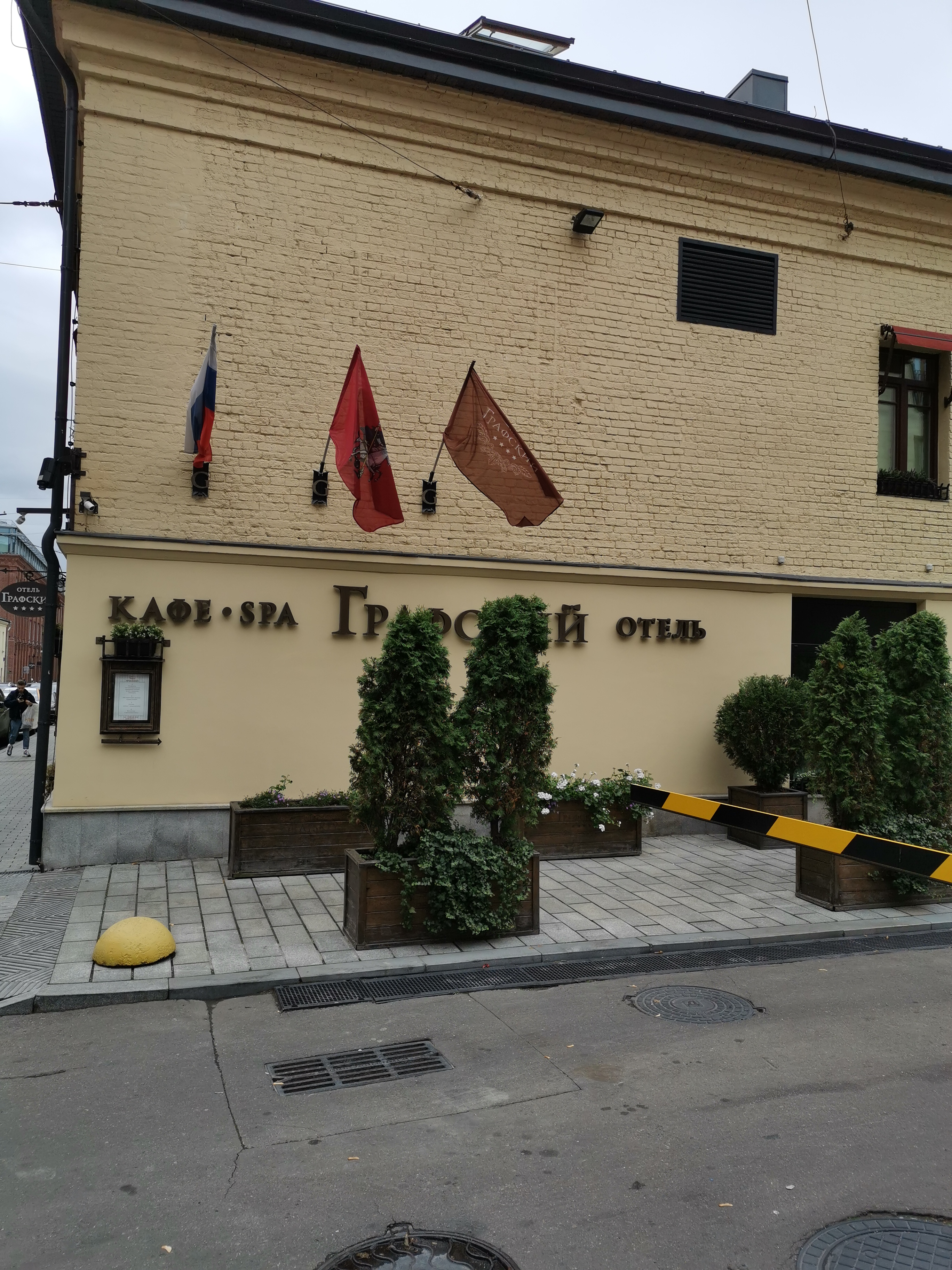
Отель «Графский» на улице Льва Толстого, 23, стр. 5

### по чётной стороне
- № 2 — Храм Николая Чудотворца в Хамовниках;
- № 2/22, строение 6 — Национальный космический банк, Международный строительный банк;
- № 8, строение 1 — прокуратура Центрального административного округа;
- № 10, строение 1 — дом 1841 г., частично деревянный;
- № 10, строение 2 — Палаты Хамовной слободы (XVII в.), объект культурного наследия федерального значения. Внесены в Красную книгу Архнадзора (электронный каталог объектов недвижимого культурного наследия Москвы, находящихся под угрозой), номинация — запустение[1].
- № 14 — дом жилой (1890, архитектор А. П. Михайлов)
- № 16 — офис Яндекса в бизнес-центре «Красная роза»;
- № 18 — Дом Жиро (каменные пристройки по проекту архитектора А. К. Вюльфинга)
- № 18Б — развлекательный комплекс «Космик».